# 麻豪口镇
麻豪口镇，是中华人民共和国湖北省荆州市公安县下辖的一个乡镇级行政单位。

## 行政区划
麻豪口镇下辖以下地区：
麻豪口社区、裕公社区、荆丰村、麻口村、北堤村、沙岗村、新沟村、新华村、砖桥口村、江南村、鹅港村、黄岭村、沙厂村、周场村、马尾套村、赵家湾村、民旺湖村、工农村、联盟村、友好村、裕华村、白龙港村、平南村、月湖村、郑河村和陆逊湖渔场生活区。